# Станіслав Хоментовський
Станіслав Хоментовський (пол. Stanisław Chomętowski, 13 грудня 1673, Ласьк — 31 серпня 1728, Дрогобич) — польський шляхтич, військовик, дипломат, урядник, політичний діяч Речі Посполитої. Представник роду Хоментовських гербу Лис.

## Біографія
Народився 13 грудня 1673 року в Лаську у сім'ї тодішнього ловчого сандомирського Марціна Хоментовського та його дружини — воєводички серадзької Анни Вежбовської (пол. Anna Wierzbowska).
1696 року після князя Домініка Радзивілла став радомським гродовим старостою, 1705 року зволенським, 1706 року, після смерті батька, став старостою дрогобицьким; також був старостою долинським, злоторийським. 8 червня 1701 року під час вибуху війни зі шведами за рішенням шляхти Радомського воєводства був призначений ротмістром посполитого рушення.
До кінця життя був вірним королю Августові ІІ Сильному, за обрання якого королем свого часу проголосував. Мав певні симпатії до шведів, але після спалення ними частини його маєтків затято з ними воював. Відставка короля Августа ІІ стала для нього ударом, тому, як і Сенявські, Денгоффи, Шанявські, Шембеки та інші прихильники Саса, перейшов під опіку царя Петра І. Як делегат від львівського з'їзду стояв перед царем у Жовкві 28 лютого 1708 року. Під час виконання обов'язків коронного гетьмана Адама Миколая Сенявського на неспокійному турецькому кордоні зумів у травні 1711 року в Яворові переконати царські війська не йти на турків; турків (у Язловці, за дорученням яворівської ради) переконав, що вся Річ Посполита стоїть за Августом ІІ. Восени 1711 року був послом до Стамбулу, у квітні 1712 року на сеймі став великим послом (надзвичайним). «Персона ґрата» в Московії з 1704—1707 років. У грудні 1719 року був на перемовинах у Петербурзі. 1724 року в суді надзвичайному вимагав строгого покарання торуньчиків. 1725 року був маршалком Радомського трибуналу. 24 грудня 1725 року став маршалком великим коронним. 11 жовтня 1726 року став гетьманом польним коронним, хотів стати (виторгувати у Стефана Потоцького) воєводою мазовецьким. 29 серпня 1728, передчуваючи смерть, письмово прохав короля про опіку над родичами.
Помер 31 серпня 1728 року в Дрогобичі, був похований у костелі єзуїтів у Самборі. Був типовим епігоном часів Яна III Собеського.

### Сім'я
Дружина — Дорота Тарло гербу Топор. Його багата вдова повторно вийшла заміж за ясельського старосту Адама Тарла.